# 小野昭
小野 昭（おの あきら、1946年 - ）は、日本の考古学者。東京都立大学名誉教授。

## 来歴
新潟県高田市（現上越市）に生まれる。明治大学文学部史学地理学科考古学専攻卒。岡山大学助手、新潟大学助教授、教授を経て東京都立大学教授となる。東京都の大学再編により、首都大学東京都市教養学部歴史学・考古学研究室教授を経て、明治大学研究・知財戦略機構特任教授、黒曜石研究センター長。

## 研究テーマ、他
- 日本列島・ユーラシア・北米の更新世大大形哺乳動物の狩猟・解体
- 高原山黒曜石原産地遺跡群発掘・矢板市教育委員会調査指導委員
  - 2006年度より5年計画で国の史跡指定を目指し黒曜石の大規模原産地遺跡群の発掘調査の指導的役割を果たしている[1]。

## 著書
- 『打製骨器論-旧石器時代の探求-』（東京大学出版会2001年）
- 『真人原遺跡III』（小野昭編）（東京都立大学考古学報告7.2002年）
- 『旧石器時代の日本列島と世界』（同成社2007年）
- 『ネアンデルタール人 奇跡の再発見』（朝日新聞出版2012年）
- 『ドナウの考古学－ネアンデルタール・ケルト・ローマ』歴史文化ライブラリー589（吉川弘文館、2024年）

## 所属学会など
- 日本人類学会
- 日本考古協会
- 日本旧石器学会
- 日本第四紀学会
- 国際記念物遺跡会議ICOMOS